# 東札幌車站
東札幌車站（日语：／ Higashi-sapporo eki */?）是一位於日本北海道札幌市白石區東札幌2条2丁目，隸屬於札幌市交通局的地下鐵車站。東札幌車站是札幌市營地下鐵東西線的沿線車站之一，車站編號T12。

## 車站構造
2面2線的對向式月台。設有兩個出口，但方向因閘口而不同，因此必須注意北側1號出口通往大通、宮之澤方向或2號出口通往大谷地、新札幌方向。前往反方向月台需於通過閘機後經地下的聯絡橫斷通道前往。

### 月台配置
| 月台 | 路線   | 目的地           |
| ---- | ------ | ---------------- |
| 1    | 東西線 | 白石、新札幌方向 |
| 2    | 東西線 | 大通、宮之澤方向 |

## 相鄰車站
札幌市營地下鐵
 東西線
菊水（T11）－東札幌（T12）－白石（T13）